# Lisina
La lisina (abreviada Lys o K) es un aminoácido componente de las proteínas sintetizadas por los seres vivos. Tiene carácter hidrófilo, es uno de los 9 aminoácidos esenciales para los seres humanos, y consecuentemente debe ser aportado por la dieta. Dada la desigual distribución de la lisina entre los distintos alimentos, algunas dietas, especialmente las basadas en cereales, pueden ser deficientes en ella. Esta deficiencia no suele tener consecuencias, dado que la mayor parte de las dietas contienen un exceso de proteínas. En este caso, simplemente se sintetizarán aquellas para las que haya suficiente lisina, y el resto de los aminoácidos en exceso se metabolizarán para producir energía y urea.

## Estructura química
Actúa químicamente como una base, al igual que la arginina y la histidina, ya que su cadena lateral contiene un grupo amino protonable que a menudo participa en la formación de  puentes de hidrógeno  o en enlaces de tipo iónico en las cadenas de proteína, estabilizando las estructuras terciaria y cuaternaria. dado que su grado de ionización depende del pH, estos enlaces son sensibles a cambios en él. 
Este grupo amino, además de proveer de carga positiva a las proteínas cuando está protonado, es acetilable por enzimas específicas, conocidas como acetiltransferasas. Se considera que esta acetilación es una modificación post-traduccional, puesto que se produce después de la traducción de la proteína a partir del ARN mensajero. Sin embargo, sus modificaciones post-traduccionales más comunes incluyen la metilación del grupo ε-amino, que da como resultado la metil-, dimetil- y la trimetillisina. Esto último ocurre en la calmodulina.
El colágeno contiene hidroxilisina, que se deriva de la lisina por acción  de la lisil hidroxilasa. La O-glicosilación de los residuos de lisina en el retículo endoplásmico o en el aparato de Golgi se utiliza para marcar ciertas proteínas para la secreción de la célula.

## Biosíntesis
Como aminoácido esencial, la lisina no se sintetiza en el organismo de los animales y, por consiguiente, estos deben ingerirlo como lisina o como proteínas que contengan lisina. Existen dos rutas conocidas para la biosíntesis de este aminoácido: 
- La primera se lleva a cabo en bacterias y plantas superiores, a través del ácido diaminopimélico
- La segunda en la mayor parte de hongos superiores, mediante el ácido α-aminoadípico.

En las plantas y en los microorganismos la lisina se sintetiza a partir de ácido aspártico, que se convierte en primer lugar en β-aspartil-semialdehído. La ciclización genera dihidropicolinato, que se reduce a Δ1-piperidina-2,6-dicarboxilato. La apertura del anillo de este heterociclo genera una serie de derivados del ácido pimélico, que finalmente generará lisina. Algunas de las enzimas que participan en esta biosíntesis son las siguientes:
1. Aspartoquinasa
2. β-aspartato semialdehído deshidrogenasa
3. dihidropicolinato sintasa
4. Δ1-piperidina-2,6-dicarboxilato deshidrogenasa
5. N-succinil-2-amino-6-cetopimelato sintasa
6. Succinil diaminopimelato aminotransferasa
7. Succinil diaminopimelato desuccinilasa
8. Diaminopimelato epimerasa
9. Diaminopimelato descarboxilasa

## Metabolismo
La lisina se metaboliza en los mamíferos para dar acetil-CoA, a través de una transaminación inicial con α-cetoglutarato. La degradación bacteriana de la lisina da como resultado cadaverina, a través de un proceso de descarboxilación.

## Síntesis
La lisina sintética, racémica, se conoce desde hace mucho tiempo. Una síntesis práctica inicia a partir de caprolactama.